# Devon Alan
Devon Alan, né le 7 juillet 1991 à Los Angeles, est un acteur américain.

## Filmographie

### Acteur

#### Cinéma
- 1998 : Simon Birch : Junior Lamb
- 2001 : Beneath Loch Ness : Small Boy
- 2002 : Throttle : Clay Lowry
- 2003 : It's Better to Be Wanted for Murder Than Not to Be Wanted at All : Will Clemons
- 2004 : L'autre rive : Tim Munn
- 2005 : The Iris Effect : Homeless Boy Artist

#### Courts-métrages
- 2011 : Lily
- 2011 : The Wait

#### Télévision

##### Séries télévisées
- 1998 : Damon (en) : Kid
- 1998 : Kenan & Kel : Sunset Beach Garçon à l'hôpital
- 1998 : Kenan & Kel : Boy
- 1999 : Hôpital central : Michael ll
- 2000 : Associées pour la loi : Peter McCord / Michael Braun
- 2000 : La Double Vie d'Eddie McDowd : Eddie at 6
- 2000 : MADtv : Little Boy
- 2001 : Dharma & Greg : Taylor
- 2002 : Firestarter : Sous l'emprise du feu : Max
- 2002 : Les experts : Craig Mason
- 2002 : Urgences : Kyle McCormick
- 2005 : Blind Justice : Ethan Archer

##### Téléfilms
- 1999 : Secret of Giving : Toby Cameron
- 2000 : La pièce manquante : Young Scott

### Producteur

#### Courts-métrages
- 2011 : Lily

### Scénariste

#### Courts-métrages
- 2011 : Lily

## Récompenses
- Young Artists Award en 2004 pour It's Better To Be Wanted for Murder Than Not to be Wanted At All (nomination)
- Young Artists Award en 2005 pour L'Autre Rive (gagnant)